# Gubernatoriana
Gubernatoriana is een geslacht van kreeftachtigen uit de klasse van de Malacostraca (hogere kreeftachtigen).

## Soorten
- Gubernatoriana basalticola Klaus, Fernandez & Yeo, 2014
- Gubernatoriana escheri
- Gubernatoriana gubernatoris (Alcock, 1909)
- Gubernatoriana pilosipes (Alcock, 1909)
- Gubernatoriana triangulus Pati & Sharma, 2014